# Фамарь (Марджанова)

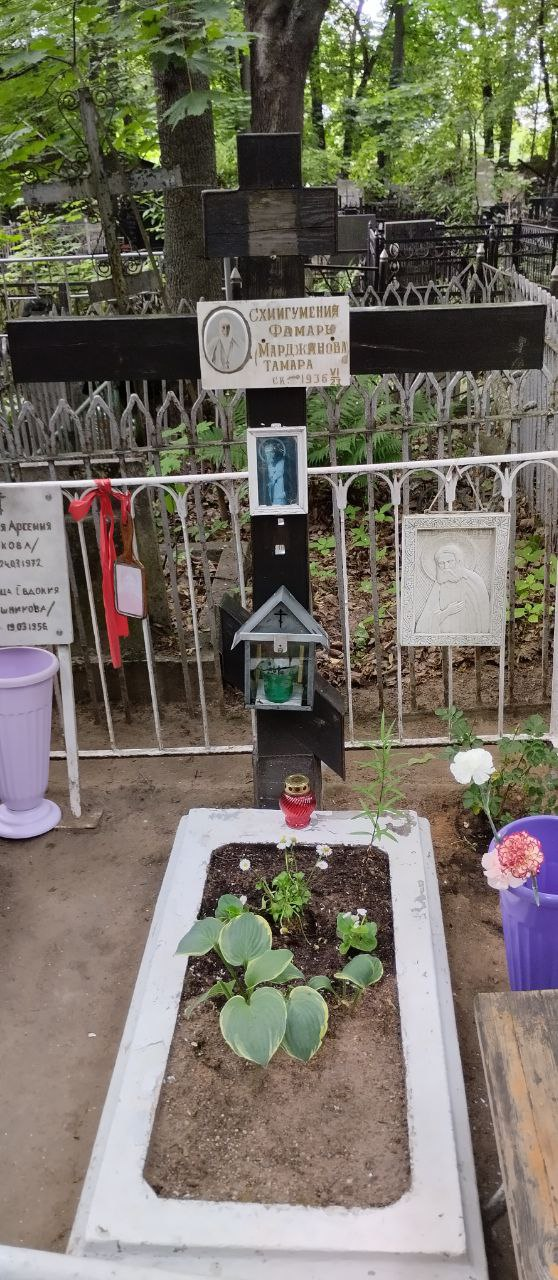
Могила схиигумении Фамарь (Марджановой)

Схиигу́мения Фама́рь (груз. სქემიღუმენია თამარი, в миру княжна Тама́ра Алекса́ндровна Марджанишви́ли, груз. თამარ ალექსანდრეს ასული მარჯანიშვილი, на русский манер Марджа́нова; 1 (13) апреля 1868, Кварели, Российская империя — 23 июня 1936, Москва, СССР) — преподобноисповедница, святая Русской и Грузинской православных церквей, основательница Серафимо-Знаменского скита под Москвой. Сестра актёра Константина Марджанишвили.

## Биография
Родилась в Грузии в дворянской семье. После кончины родителей она приняла постриг в монастыре святой равноапостольной Нины в Бодби с именем Ювеналия. В 1905 году указом Святейшего Синода она была назначена настоятельницей Покровской женской обители в Москве. В 1910 году основала Серафимо-Знаменский скит под Москвой, в 1915 году была пострижена в скиту в великую схиму с именем Фамарь.
В 1924 году скит был закрыт. В 1931 году схиигуменья Фамарь с двумя сёстрами её обители была арестована и приговорена к ссылке в Иркутскую область. После окончания срока ссылки вернулась в Москву.
В последний период жизни позировала для П. Корина для его картины «Русь уходящая».
Скончалась 23 июня 1936 года, будучи уже тяжело больной туберкулёзом. Отпевание схиигуменьи Фамари совершил на дому епископ Серпуховский Арсений (Жадановский). Была погребена на Введенском (Немецком) кладбище (14 уч.).

## Прославление и почитание
Канонизирована в Грузинской православной церкви 22 декабря 2016 года, включена в месяцеслов Русской православной церкви с определением празднования её памяти 10/23 июня годом спустя, 28 декабря 2017 года.
13 июня 2018 года состоялось обретение мощей преподобноисповедницы Фамари, которые были торжественно перенесены в Серафимо-Знаменский скит (села Битягово Домодедовского района Московской области). 10 декабря во время рабочей поездки в Грузию председатель отдела внешних церковных связей Московского патриархата митрополит Волоколамский Иларион принёс в дар Грузинской православной церкви часть мощей преподобноисповедницы Фамари.